# 오싱
《오싱》(일본어: おしん 오신[*])은 일본의 방송 작가인 하시다 스가코가 쓴 역사 소설이다. 일본 현대사를 시대배경으로 한 NHK-TV 소설이 원작이므로, 한국에 빗대면 한국방송 2텔레비전 TV 소설 순금의 땅, 일편단심 민들레를 소설로 다시 쓴 것과 비슷한 예이다. 장사에 재능이 있는 여성이 장사를 해서 제 힘으로 살았다는 이야기이고, 현대사를 배경으로 한 드라마라는 점에서 셋은 닮았다. 1983년 4월 4일부터 1984년 3월 31일까지 방송된 NHK 아침드라마 대본을 원본으로 하는데, 작가는 드라마 대본 작성을 위해 중·장년여성들과 인터뷰하며 역사자료를 수집하였다. 체인 수퍼마켓의 설립자이자 부사장인 오싱 할머니의 파란만장한 80년간의 생애를 다루고 있다.

## 줄거리

### 더부살이편

#### 가출
1983년 일본 이세(일본어: 伊勢). 체인 수퍼마켓 다노쿠라 상점의 설립자이자 부사장인 오싱할머니가 가출하는 일이 벌어진다. 가족들은 혹시라도 어머니를 섭섭하게 해드린 것은 없는지 걱정하면서도 "내탓이오"가 아닌 "당신 탓이오"하면서 서로 대립한다. 이때 두 살때 오싱이 데려다가 키운 양자인 노조미(일본어: 八代希望)의 아들 그러니까 오싱 할머니의 손자인 게이는 할머니의 추억이 담겨 있는 산촌 야마가타현의 긴잔온천(銀山温泉)을 찾아가고, 예상대로 야마가타현의 강물을 바라보는 할머니를 찾을 수 있었다. 게이(일본어: 八代圭)는 그동안 사업을 하느라 잊고 있었던 소중한 것들을 다시 줍고 싶다는 할머니의 말에 감동받아서 야마가타현, 도쿄, 이세 등을 돌아다니며 추억여행에 동참한다.

#### 더부살이
1901년 야마가타현의 산골마을에서 태어난 오싱은 불과 7살때인 1908년 제재소에서 더부살이를 시작한다. 쌀을 아끼기 위해서 채썬 무로 무밥을 지을 정도로 가난한 집안형편때문에 입을 하나라도 줄여야했던 것이다. 하지만, 주인어른의 돈을 가져간 도둑으로 몰려서 손찌검당하자 이에 서러움을 느껴서 제재소를 뛰쳐나온다. 눈밭을 걸어가던 오싱은 쓰러지고 이를 발견한 탈영병 쥰사쿠의 구조를 받아 겨우 목숨을 건진다. 러일전쟁에 참전했던 쥰사쿠(일본어: 俊作) 오빠는 전쟁의 잔인성에 회의를 느껴서 탈영한 사람이었다.오싱은 그에게 글과 산수를 배우면서-오싱은 제재소에서의 더부살이 시절 어깨너머로 가타가나를 배웠으나, 히라가나를 몰랐다. 그래서 쥰사쿠는 지적인 호기심이 대단한 오싱에게 히라가나와 산수를 가르친다.- 비폭력주의자로 성장한다. 비록 나이는 어렸지만 서로 죽고 죽이는 전쟁에 반대해야 한다는 것을 느낀 것이다. 하지만 그들의 행복은 쥰사쿠가 헌병들에게 사살당하면서 깨지고, 오싱은 비폭력주의자를 비겁한 자로 잘못 여기는 마을사람들의 무지에 상처를 받는다. 하지만 더 힘든 일은 몸이 불편해서 일을 하지 못하는 할머니 나카(일본어: 谷村なか)를 빼고 모두 일을 하는데도 집안이 점점 더 기운다는 것이었다.

#### 카가야〈加賀屋）
결국, 엄마 후지(일본어: ふじ)가 흔히 말하는 술집여자로 긴잔온천(銀山温泉,긴상온천)에 일하러 가는 일이 벌어지자, 오싱은 동네 아줌마 리키의 소개로 해안 도시 사카타(酒田市,사카다)의 쌀도매상 카가야(일본어: 加賀屋,가가야)에서 카가야의 둘째 딸인 사요를 보는 일을 한다. 이때 오싱은 자신과 동갑인데 학교를 다니고 가야금 공부도 하는 첫째 딸 가요를 보면서 의문을 가지기고 하고, 거대한 창고에 각 지역 지주들에게 산 쌀들을 쌓아놓을 정도로 부유한 가가야의 모습에 충격을 받기도 하지만, 자신의 일을 열심히 찾아서 하는 성실함으로 적응해간다. 그리고 상업으로 많은 돈을 버는 카가야의 활기찬 모습을 보면서 상업에 눈이 뜨게 된다. 물론 그때까지만 해도 오싱은 자신이 상재(商材)가 있다는 것을 알지 못했었다. 단지 기술과 자본집약산업인 상업이 노동집약산업인 농업보다 더 이익이 많이 남는 일이라는 사실을 리키 아줌마의 표현대로 나이에 비해 너무 영리한 머리로 터득했을 뿐이었다.

### 첫사랑 편

#### 첫사랑과의 만남
더부살이 기간 동안 오싱은 여걸(女傑)답게 여자도 배워서 미래를 개척해야 한다고 믿는 큰방마님 구니(일본어: 國)의 배려로 주산, 회계, 서예, 다도, 꽃꽂이, 요리를 배운다. 어느날 해변에서 오싱은 민중운동을 하다가 쫓기던 사회주의자 고우타와 만났다. 처음에는 낯설음에 경계했지만 고우타를 이해하면서 가까워진다. 이는 가요도 마찬가지여서 만나자는 편지를 읽게 된 가요가 오싱 대신 약속장소에 나가서 고우타와 도쿄로 가는 일이 벌어지고, 이 때문에 집이 발칵 뒤집히자 마음의 부담을 느낀 오싱은 가가야 일을 그만두고 집에 온다.
어느 날 오싱의 큰 언니 하루가 제사공장에서 혹사당하다 폐결핵에 걸려 집으로 온 뒤에 그녀를 보살피고 아버지의 의견과 다르게 사카다에 있는 후지에게 전보를 해 하루를 만나게 한다. (오싱은 아버지에게.수 차례.맞고 그 오빠 쇼지는 돈없다라는 한탄만 늘어놓는다)그녀가 마음속으로 연모하던 히라노를 하루에게 데리고 와서 하루의 깊은 연모의 사정을 풀게하고 히라노가 가져온 꽃을 단 한 송이라도 좋으니 말려 관에 넣어달라 한다. 그런데 아버지 사쿠조가 중개인 가츠지에게 야마가다의 큰 음식점으로 오싱을 팔려하자, 속뜻을 알아차린 하루는 "창녀로 팔려가서 우는 아이들이 많다...도망가라! 더부살이를 가려던 집이다. 제사공장이나 더부살이같은 단순노무직으로는 삶이 나아질 희망이 없다. 기술을 배워서 장사를 해야 한다."라면서 오싱을 죽을 힘을 다해 설득하고 그 날 새벽 죽는다.하루의 장례식 이후 오싱은 언니의 유언이니 가야한다고 어머니 후지에게만 얘기 후 도쿄로 향한다.

#### 다카 미용실
집에 돌아온 오싱은 일본 산업혁명기 당시 열악한 근무조건으로 악명높던 사업체중 하나였던 제사공장에서 혹사당하다가 불과 19세에 산업재해 보상도 못 받고 폐결핵으로 죽은 하루 언니를 대신하여 도쿄의 다카 전통미용실에서 일한다. 기초에서부터 단계에 따라 일을 배워가는 일본의 전통적인 직업교육에 따라 오싱은 청소, 요리, 바느질등의 막일부터 하는데, 가가야에서 가사와 장사를 배운 덕분에 모두 잘해낸다. 청소는 꼼꼼한 성격덕분에 먼지 하나 없게 하고, 식비에 맞춰 싼 가격에 식재료를 사온 덕분에-예를 들어 유부를 사올 때 오싱은 두부집에서 만들다가 망친 유부를 사오는 방법으로 싼 값에 사온다.-, 단무지에 밥을 먹던 초라한 저녁밥상이 채소유부볶음과 생선조림을 먹는 맛있는 밥상으로 바뀐다. 이렇듯 영리한 오싱을 다카는 눈여겨본다. 마침 시간이 오래걸리는 일본 전통미용이 단순한 서양미용에 밀려 쇠퇴하기 시작하자, 다카는 오싱에게 서양미용을 권하고, 덕분에 오싱은 까페 웨이트리스들의 머리를 만져주는 출장 미용사로 독립한다. 웨이트리스들은 손님들을 상대로 영업해야 하는 일의 특징때문에 매우 바쁜 삶을 살면서도, 오싱이 하숙을 구하자 살림살이를 구해줄 만큼 정이 많은 사람들이어서 다른 미용사들의 질투로 외롭게 살았던 오싱에게 좋은 친구가 되어주었다.

### 시집살이 편

#### 결혼
출장 미용사로 활약하던 오싱은 자신에게 카가야 쌀도매점 후계자로서의 삶을 강요하는 부모님의 억압을 피해, 기본적인 교육조차 받지못한 다른 여급들이 "여학교도 다녔고, 그림까지 그린다니 우리와는 다르다"며 부러워하는 인텔리 웨이트리스로 일하는 카요(일본어: 八代加代)와 후에 그의 남편이 되는 양복점 사장 타노쿠라 류조(일본어: 田倉竜三)를 만난다. 오싱의 설득으로 집에 돌아간 카요는 아들이 없으면 데릴사위를 두어서 가문의 대를 잇는 일본의 전통에 따라 사랑하지도 않는 남자 마사오와 결혼하고, 오싱도 순수한 성정의 타노쿠라와 신사에서 소박한 결혼식을 올린다. 결혼한 오싱은 남편을 어려서부터 보살펴온 겐지 할아범의 도움과 상인으로서의 안목과 재능 그리고 열정으로 남편의 아동복 사업을 돕는다. 덕분에 사업은 빚을 내서 아동복 공장을 지을 정도로 번창했지만, 1923년 9월 간토 대지진의 발생으로 몰락하고 만다. 그것도 미용 스승인 하세가와 타카와 미용사 시절 단골손님이었던 아테네의 소메코 무리들을 초대한 공장 개업식날, 지진이 발생한 것이다.부랴부랴 집에 돌아오니 겐지 할아범은 그해 태어난 아들 다노쿠라 유(일본어: 田倉雄)를 무사히 지켜낸 채 시체로 발견되고, 집은 잿더미가 되었다.

#### 시집살이
결국 빈털터리가 되어 아들과 함께 남편의 고향 사가로 내려가게 오싱은 자신을 며느리로 대하지 않는 시어머니 밑에서 혹독하게 고생하였고, 남편도 고부 사이에 끼이게 되어 그녀에게 점덤 무심해졌다. 혹독한 시어머니의 학대를 피해서 달아나려다가 발각된 아내를 위로하고 돌보기는커녕, 오싱은 류조와의 몸싸움 후 신경을 다치게 되어 손을 제대로 쓰지 못하게 하는 일까지 벌어졌다. 혹독한 시집살이로 인해 임신하고 있던 딸을 유산하는 일까지 벌어지고 오싱은 그 충격으로 한동안 말을 하지 않게 된다.

### 유랑 편

#### 밥집
시댁에 계속 있으면 자신의 삶을 살 수 없음을 느낀 그녀는 아들 유를 데리고 가출했지만 할 수 있는 일이 없었다. 고향에 갔어도 환영해주는 사람은 친정 어머니 후지뿐이었고 수입은 농가에서 일해주고 받는 약간의 돈이 전부인, 정말 암담한 삶이었다. 오싱은 친정어머니 후지에게 큰방마님이 위독하다는 소식을 듣고 사카다에 가는데, 구니는 오싱에게 가요를 부탁한다는 유언을 남기고 세상을 떠난다. 장례가 끝난 후 가요에게서 오싱이 집을 나왔다는 사실을 들은 가가야의 어른들은 밥집장사를 하도록 배려한다.

#### 생선장사
하지만 거친 뱃사람들을 상대해야 하는 고단한 모습을 본 고우타의 배려로 어촌 이세의 히사(일본어: 神山)아줌마댁에서 생선장수를 시작한다.
덕분에 유랑을 끝내고 정착할 수 있게 된 오싱은 도매상인 히사 아줌마에게 생선을 사서 장사를 시작한다. 그는 상술과 성실함 그리고 해박한 생선지식
으로 마을사람들의 신용을 얻는다. 하지만 더 큰 기쁨은 간척사업이 천재지변으로 실패한 남편과 다시 새 출발을 한 것이었다. 남편은 만주로 떠나려고 했다가 아내가 고생하는 모습에 마음이 아파서 생선장사에 동참했고, 오싱이 그동안 모은 돈으로 생선가게를 열자 열심히 일한다. 오싱은 한때 도쿄의 알아주는 멋쟁이였던 남편이 장사를 배워서 열심히 일하는 모습에 마음이 아프면서도, 든든함과 행복을 느낀다.

### 통곡 편
하지만 슬픈 일들이 그녀의 행복을 질시하고 있었다.
평생 고생만 한 어머니를 백혈병으로 잃고, 얼마 후 불경기로 가가야가 망한후 매춘부로 전락, 고생하다가 병으로 죽은 가요의 아들 노소미를 입양했다. 그 후 농민운동을 하던 고우타가 가요의 묘 앞에서 체포되어 모진 고문을 당하고 몇 년 후 사상전향을 하고 출옥하였다. 더구나 제2차 세계 대전으로 큰아들 유가 필리핀에서 전사한 사건, 이에 상처받은 수양딸 하스코(일본어: 田倉初子)가 가출하는 일들도 있었다. 하지만, 가장 큰 슬픔은 사람을 죽이는 전쟁에 애국주의에 근거하여, 가담한 잘못에 죄책감을 느낀 남편의 자살이었다. 그녀는 꿋꿋히 슬픔을 참으면서 작은 아들 히토시, 엄마 오싱의 간곡한 설득으로 집에 돌아온 수양딸 하스코 그리고 딸 데이와 함께 식료품가게를 꾸려나가 여러 지점들을 둘 정도가 된다. 죽은 큰 아들 유를 대신해서 장남역할을 성실하게 해오던 히토시(일본어: 田倉仁)도 부자집딸 미치코와 결혼한다. 오싱은 결혼할 남자의 누나인 하쓰코가 자신을 대접하느라 바쁜데도 전혀 돕지 않을 만큼 속없고 예의도 없는 철부지 아가씨 미치코가 마음에 전혀 들지 않았지만, 아들이 원하니까 결혼을 허락한다. 이때가 패전으로 잿더미가 된 일본경제가 성장한 1950년대였다. 하지만 오싱의 우려대로 미치코는 가출까지 할 정도로 시어머니의 속을 썩인다. 한가지 다행이라면 아들 노소미와 딸 하스코가 흥미와 적성에 맞는 도공과 수예품가게주인의 길을 걸으면서 스스로 삶을 개척하고 있다는 사실이었다.

### 완결편
돈에 눈이 어두운 그래서 명의를 도용해가면서까지 땅을 사들인 아들 히토시.. 결국 17호점을 개점하는 무리한 사업확장으로 회사는 망할 위기에 처한다.
하지만 오싱은 물질숭배자인 아들이 정신차리기를 바라면서 부도당하도록 놔둔다. 마음만 먹는다면 친구 고우타에게 말해서 도울 수 있었지만, 아들을 위해서 일부러 돕지 않은 것이다. 한가지 다행은 눈앞에 닥친 어려움을 처음에는 이혼등으로 피하려고만 했던 가족들이 집을 부동산에 내놓고 작은 집에 가서 살 생각을 할 만큼 의연하게 받아들인 것이었다. 그리고 한때의 애인이자 친구인 고우타의 친구가 무리하게 개업한 가게를 인수하면서 재기할 수 있게 된다.

## 평가
- 일본을 경제대국으로 키운 기성세대들의 삶을 다루었기 때문에, 일본의 경제가 어떻게 발전해왔는지 알 수 있다.

## 한국어판
한국어판은 청조사에서 1984년 3월 1일 6권으로 출판하였으며, 2002년 6권, 2006년 3권으로 재출간되었다. 2002년, 2003년 어린이 독자들을 대상으로 일본 군국주의나 매춘처럼 어린이들이 소화하기 어려운 내용을 각색한 만화와 동화로도 제작하였다.번역자는 김균이다.

## 등장인물

### 오싱의 형제, 부모 (타니무라 가)
- 사쿠조: 오싱의 부친. 수입의 반을 소작료로 가져가는 지주의 착취로 인한 가난때문에 아내, 노모, 아이들을 고생시켰다는 죄책감으로 고통 받았다. 무식한 사쿠조는 자신을 착취하는 지주를 상대로 계급투쟁을 하기는커녕 오히려 고마워하는 노예근성을 갖고 있었다. 이는 20세기 초 일본의 대다수 소작인들이 무식하여 착취계급인 지주를 상대로 투쟁할 생각을 못했다는 사실을 말해준다. 오싱도 옛날 일본의 소작인들은 대부분 무식해서 지주들은 점점 부자가 되는데, 소작인들은 점점 가난해졌다고 손주 케이에게 말한다. 하지만 아들 쇼지는 아버지와는 달리 자신이 왜 가난하게 사는지 알고 있어서, 코타가 야마가다 현에서 농민운동을 벌이자 열심히 참여한다.
- 후지: 오싱의 모친. 가난해서 호강시켜주지는 못했어도, 오싱이 자신의 삶을 개척하도록 말 없이 응원한다. 배움은 없지만 지혜로워서 오싱에게 어머니는 의지할 수 있는 분이었다.
- 하루: 오싱의 언니. 제사공장에서 자본가에게 착취당하다가 불과 19세의 나이에 병으로 죽었다. 오싱은 언니의 유언으로 미용사가 되기 위해 도쿄로 떠난다.
- 쇼지: 오싱의 오빠.지주가 소작인을 착취하는 구조적 악으로 인해 가난한 가정환경탓에 여동생인 오싱에게까지 박대하는 이기주의자가 되었지만, 같이 늙어가는 오싱이 자신과 아내 토라를 이야기도 들어주고 밥도 같이 먹음으로써 돌보자 미안해 한다.
- 나카: 오싱의 할머니. 고생만 하다가 병으로 죽었다. 며느리 후지와 시어머니 나카의 관계는 엄마와 딸과도 같았다.

### 카가야
- - 쿠니: 쌀도매상 가가야의 실제 경영자. 명목상의 경영자는 아들이지만, 경영이 미숙하다고 생각해서 구니 할머니가 경영하고 있다. 여장부에 대한 존중의 뜻으로 가족들과 임금노동자들에게 큰방마님이라고 불린다. 작은 손녀 사요의 육아는 며느리 미노와 가사노동자들이 있기 때문에 따로 애보기를 볼 생각이 없었지만, 장사치답게 '소작인이 없으면 자신도 생존할 수 없다는, 그래서 소작인과 도매상은 서로 도와야 한다'는 현실적인 계산을 해서 오싱을 애보기로 고용한다. 구니는 여자도 배워야 한다는, 앞선 생각을 하여 오싱에게 서예, 한문, 수학, 다도, 꽃꽂이, 회계 등을 가르친다. 자식들을 고생시키기 않기 위해 악착같이 부를 쌓았지만, 큰 손녀 가요가 서양화 화가가 되려는 자신의 뜻을 존중하지 않고 후계자를 강요하는 부모와의 갈등 끝에 가출한 사건과 작은 손녀 사요의 요절을 겪으면서, 돈과 재물에 대한 욕심이 얼마나 헛되고 어리석은지 깨닫는다. 임금노동자인 오싱과 사용자의 딸인 가요가 어울리는 것을 바라지 않는 미노 마님은 오싱에게 냉정하게 대하는데, 이에 낙심한 오싱이 공부를 하지 않으려고 하자 이렇게 말한다.

| “ | 너, 그렇게 의욕이 없는 아이였느냐? 카요 어멈이 싫은 소리 몇 마디 했겠지. 그렇게 배짱이 없어서는 아무것도 못 한다. 나는 네가 여자이지만 독립해서 자신의 힘으로 살도록 했던 거다. 너 가난이 얼마나 뼈저린 것인지 알지? 그렇다면 다시는 그런 비참한 꼴을 안 겪게 고생이 되거나 힘이 들더라도 자신의 처지를 바꾸려고 힘써야지. (회계와 더불어 장사를 하려면 배워야 하는)주산과 (글씨를 읽기 좋도록 단정하게 쓰는)붓글씨정도는 할 수 있어야 힘든 세상살이를 할 수 있는 게야. 너 자신을 좀 더 소중히 여겨라. 시시한 일로 기가 죽지 말고 자신의 미래를 만드는데 욕심을 내야 한다. | ” |

이 말은 오싱이 자신의 힘으로 살아야겠다는 다짐을 하게 하여 훗날 누구도 무시할 수 없는 여장부가 되게 한다.
- 미노, 키요타로: 쿠니의 아들과 며느리. 자신의 딸을 전봇대에 깔릴 위험에서 구출해준 사건을 계기로 오싱을 자신들의 딸처럼 대한다. 자비로운 성정을 갖고 있어서 하인과 하녀들을 함부로 대하지 않으며, 오싱이 어려울 때마다 능력에 닿는 대로 돕는다. 불경기와 사위의 주식투자로 카가야가 망하자 병이 생겨서 죽고, 카요마저 죽는 불행을 겪지만 오싱이 이들의 유골을 자신의 집이 있는 이세에 일본의 전통적인 관습[12]에 따라 불교 승려의 도움으로 장례를 치른 덕에 안식을 누리게 된다.
- 카요: 쿠니에게는 손녀, 미노와 키요타로에게는 큰 딸이다. 카가야의 후계자가 될 몸이라 곱게 자란 카요가 응석받이가 될 것을 쿠니 할머니는 매우 염려했다. 그래서 "오싱은 카요와 동갑이지만, 할머니와 동생들의 생활비를 벌려고 노동한다"라고 말했다. 가사노동을 하는 오싱과 자신을 비교하시는 할머니의 말씀에 화가 난 카요는 혼자서 학교에 가고 소학교 교과서도 열심히 읽는다. 당연히 여학교에 진학할 정도로 성적이 좋아진다. 똑똑한 카요는 할머니와 "왜 오싱은 나와 같은 나이인데 학교에 가지 못하는지"를 이야기하면서 소득불평등이 교육불평등으로 이어지는 불평등사회를 진지하게 생각할 정도로 생각이 자란다. 이를 보면서 쿠니 할머니는 손녀의 마음이 자람을 흐뭇하게 생각한다. 집안 어른들이 시키는 대로 살아가던 시대에 일본 여성 인권 운동가 하라즈카 라이초 등의 여성 해방 운동가들의 영향으로 서양화를 배워서 화가가 되겠다는 자세한 진로 설계를 하고, 꿈을 현실로 만들기 위해 해변에 나가 그림 공부에 몰두할 만큼 독립 정신이 강한 여성이다.[13] 하지만 그의 진로 설계는 후계자를 강요하는 어른들과의 갈등 끝에 좌절되어 억지로 결혼하고, 애정이 없는 결혼생활과 배우자의 무리한 주식투자에 따른 카가야의 몰락으로 불행하게 살다가, 윤락가에서 병으로 비참한 죽음을 맞는다. 그의 아들 노조미는 카요의 친구인 오싱이 고생 끝에 키운다. 서양화 화가가 되겠다는 분명한 목적과 이를 현실로 만들 수 있는 재능을 갖고 있음에도(실제 코타와 오싱은 카요가 그림에 대한 열정과 재능이 있음을 인정한다.)보수적인 시대 탓에 자신의 뜻대로 살지 못한, 불행한 여성이다.

### 도쿄의 사람들
- 다카: 하세가와 미용원 원장. 일본의 전통 미용을 하는 미용사이다. 오싱이 일을 배우러 온 날 제자들의 우두머리인 도요가 반대하자, 오싱의 삶이 달린 문제라면서 받아들인다. 또한 오싱에게는 "솜씨가 안 좋거나 일이 느리더라도, 뭐든지 하려는 사람은 몇 명이라도 제자로 둘 생각이야."라고 말한다. 다카는 밑바닥에서부터 일을 배워나가는 일본의 전통적인 직업교육 방식을 깨고, 영리하고 손재주가 좋은 오싱에게 손님의 머리를 빗겨드리는 빗잡이를 맡기는데, 경쟁관계인 다른 미용사들의 반발로 무산된다. 그래서 전통미용은 익히지 못하지만, 시대의 흐름에 맞는 서양미용을 배워서 출장미용을 나갈정도의 실력을 갖춘다. 이를 본 다른 미용사들이 질투와 시기를 하자, 다카는 방을 구해서 오싱을 독립시킨다. 오싱이 어려울때마다 도와주었다.
- 리쓰: 다카 원장의 제자. 1904년 생. 12세에 일을 배우기 시작한다. 오싱이 처음 왔을때는 경쟁자로 생각해서 멀리했지만, 남을 배려하는 오싱의 자상한 마음에 감동받아서 언니로 따른다. 1923년 지진 후 독립하여 자신의 미용원을 차린다.
- 겡: 본명은 나카자와 겡(일본어: 中沢健). 데키야의 두목. 남편과 경영하던 다노쿠라 양복점과 거래하던 도매상이 경제대공황의 영향으로 망하자, 채무를 대신하여 받아온 원단을(이를 민법에서 질권이라고 한다. 빚을 진 사람에게 빚을 대신하여 상품을 받을 수 있는 권리.)처분하기 위해 무허가로 노점상을 차린 오싱과 싸움이 붙지만, 곧 오싱의 배짱에 감탄하여 원단을 팔 수 있도록 도와준다. 그 후 오싱이 도쿄에 왔을 때마다 도와주었다. 오싱이 사카다에서 밥집 장사를 할 때 진상을 부리던 건달들에게 진기(仁義, 노름꾼·노점상 등이 첫 대면 때에 행하는 특수한 인사 방식)를 보여주어 화를 면할 수 있었는데, 사실 그 진기는 오싱이 도쿄에 있었을 때 겡이 가르쳐 준 것이었다.
- 소메코: 카페 '아테네'의 종업원. 미용사 시절 오싱이 처음으로 받게 된 손님이다. 처음에는 오싱이 해 준 머리가 마음에 들지 않아 화를 내면서 돌아갔다가, 가게에서 그 머리 모양의 평이 좋아 단골손님이 된다. 류조에게 보낼 편지를 오싱에게 대필을 부탁한 적도 있었고, 이 일이 오싱과 류조가 만나는 계기가 되었으며, 후에 카페 지배인에게 부탁하여 다른 종업원들과 함께 둘의 결혼을 축하하는 잔치를 마련해주는 등 친하게 지냈다. 오싱이 하숙집을 구해서 독립할 때에도 이불, 주전자, 찻잔 등의 살림살이를 마련해주었다. 미용기술을 배우느라 돈벌이를 못한 처지를 헤아린 것이었다. 하지만 1923년 관동대지진 후 소식이 끊기고 만다.

### 다노쿠라 가(오싱의 남편과 시댁 가족들)
- 기요: 오싱의 시어머니. 혹독하게 시집살이를 시킨다. 그 후 오싱이 홀로 사가를 떠났을 때에도 오싱에게 온 편지를 갈갈이 찢어버릴 정도였다. 하지만 작 은아들 류조와 작은 며느리 오싱이 이세에서 생선장사를 하며 열심히 사는 모습에 마음이 부드러워진다.
- 다이고로: 오싱의 시아버지. 겡 할아범과 어릴 때부터 함께 자랐으며 오싱을 며느리로 인정해서 결혼에 승낙했다. 오싱에게 혹독하게 대하는 아내를 자주 타이른다. 오싱이 류조와 재회한 후 이세에서 보낸 편지를 기요가 찢을 때 오싱과 류조 사이에 끼어들지 말라고 엄포를 놓는다.
- 겡 할아범: 원래 이름은 이마무라 겡에몽(일본어: 今村源右衛門)이며, 애칭으로 겡 할아범이라고 불린다. 오싱의 배우자 류조를 어릴때부터 섬긴 청지기이다. 어른답게 경험과 지혜가 많아서 류조와 오싱이 양복 도매상과 아동복 가게를 경영하는데 매우 도움이 된다. 오싱이 배움이 없는 소작인의 딸인터라 편지 한 장도 못 쓸 줄 알았다. 어느날 밤 류조 도련님에게 밥을 차려드리려고 부엌에 나가보니, 오싱이 출장미용을 하러 가면서 미리 저녁밥을 지어놓았다. 세심하게 "생선조림, 시라아에(두부에 양념을 넣고 찧은 반찬), 된장국을 했습니다. 생선조림과 된장국은 데워서 드시는 것이 좋겠습니다." 라고 예쁜 손글씨로써 편지도 써 놓았다. 류조에게 오싱이 주산과 회계도 잘 한다고 들어서 주산시험을 치르니 아주 잘했고, 장부를 보여드리니 "양복옷감장사를 하셔서 높은 이윤을 남기는 것은 알겠는데, 외상 때문에 자칫 흑자도산을 할 수 있습니다"라고 비판을 했다. 영국에서 온 휙스 부부가 다도를 보고 싶어하자 직접 오싱이 가서 다도를 보여드렸다. 이를 보면서 주산, 다도, 요리, 붓글씨, 회계 모두 잘 하고, 어릴 때부터 고생을 해서 세상물정에 밝다는 좋은 점이 있음을 알고부터는 류조의 배우자로 존중한다. 류조에게 오싱은 과분한 분이기 때문이다. 시아버지인 다이고로에게도 "아씨가 장사도 잘 하시고, 글도 잘 쓰시고, 다도도 잘 하십니다."라고 편지를 드려서 사랑받게 해드리기도 했다.
- 류조: 오싱의 배우자. 손님들의 시중을 들어주는 웨이트리스에게도 친절할 만큼 다른 사람을 함부로 대하는 일이 없는 착한 사람이다. 오싱과 연애결혼을 했으며, 제2차 세계대전이 끝난 후 전쟁 가담에 죄의식을 느끼고 자살하기 전까지 오싱과 양복 도매상, 아동복 가게, 생선 가게를 같이 운영하면서 동고동락한다.
- 후쿠타로: 류조의 맏형. 집안의 내분에 대해서는 소극주의적 태도를 취한다.
- 쓰네코: 후쿠타로의 아내. 사가에서 혹독한 시집살이를 견디고 있다. 후에 사가를 떠나는 오싱에게 시어머니의 눈을 피해 아들 유를 빼돌려주고 시어머니가 찢어버린 오싱의 편지를 회수하여 풀칠해서 류조에게 보여주는 등 몰래 오싱을 도와준다.
- 가메지로: 류조의 둘째형. 육군 장교로, 류조에게 군에 생선을 납품하는 사업을 소개한다.

### 고우타의 가족
- 고우타: 청년 시절에 민중운동에 헌신한 진보적인 지식인이다. 1930년대 군부정권의 좌파(左派)에 대한 혹독한 탄압으로 강제 사상전향을 한 뒤 나미끼 가의 데릴사위로 성격이 너그러운 아내 교오코와 결혼한다. 오싱의 첫 사랑이며, 오싱을 세심하게 돕는다. 고우타의 사촌이모인 히사는 조카인 고우타가 민중운동에 헌신하느라 자신을 위해 살지 못한 것이 걱정되지만,오싱은 억압과 착취를 받는 민중의 편에 서서 말하는 사람이 있어야 한다면서 이해한다.
- 히사: 고우타의 사촌 이모. 어부들이 새벽에 잡아온 생선으로 행상들과 거래하는 생선 도매상이다. 고우타의 부탁으로 오싱이 이세에 정착하고 생선장사를 할 수 있게 해 주었다. 덕분에 오싱은 훗날 손자 게이에게 "살 집이 없었던 비참한 시절"이라고 기억한 방황을 끝내고 이세에 뿌리내려 안정된 삶을 살아간다. 아저씨와 사별한 뒤 냉혹한 세상과 싸워가며 억척스럽게 살아온 여걸(女傑)인 히사 아줌마를 보면서, 오싱은 상인으로서의 경험을 쌓아간다. 또한 히사 아줌마는 아저씨 사이에서 아들 셋만 두었지 딸이 없었기 때문에, 오싱과 그의 아이들을 딸과 손자, 손녀들처럼 돌본다. 제2차 세계대전이 끝난 후에 군부정권이 발행한 주택구입계약서는 휴지조각이라, 전 주인이 집을 도로 찾는 바람에 살 집이 없게 되었다. 이를 안 히사 아줌마는 오싱이 처음 온 날처럼 오싱과 자녀들이 자신의 집에서 살게 해 주었다. 오싱이 잔치에 쓸 생선구이와 회, 반찬으로 먹을 정어리 간장조림, 전복된장절임 등을 만들어 파는 창발성을 보면서, 그가 잘할 수 있는 일이 상업임을 읽었다.

### 타노쿠라 가(아들과 딸 그리고 며느리)
- 류: 오싱의 장남. 1923년 1월 14일생. 어릴 때부터 어머니가 고생하는 모습을 봐 왔으며, 누구보다도 어머니를 생각한다. 한때 육군사관학교에 지원하려고 했지만, 슌사쿠 오빠의 영향으로 평화주의자인 어머니의 반대로 단념하고 교토의 고등학교로, 그리고 교토제국대학으로 진학한다. 제2차 세계대전때 장교로 복무하다가 전사하였다. 굶주림끝에 쓰러졌는데, 일본군에 저항하던 원주민들을 만났던 것. 소설 데프콘으로 유명한 작가 김경진에 따르면, 일본군의 필리핀 침략으로 마닐라에서만 10만명이 죽었다고 한다. 당연히 일본군 장교인 유를 만난 원주민들이 그를 살려 두었을 리는 없었다. 사관학교 친구인 카와무라 상이 전해준 일기장에는 유가 어머니를 매우 그리워한 이야기가 있다. 필리핀에서 군복무를 한 유는 먹을 것이 없어서 물을 마시며 겨우 견뎌내었고, 어머니가 한 카레라이스, 경단, 주먹밥을 그리워했다. 《침묵》으로 유명한 작가 엔도 슈사쿠에 따르면, 일본군은 굶주림에 허덕여서, 필리핀 원주민들이 가꾼 밭에서 농산물을 절도할 정도였다고 한다. 오싱은 아들의 유골을 거두지는 못했지만, 일기장으로 유골을 대신 한다.
- 히토시: 오싱의 차남. 1929년 10월생. 전쟁 때 특공대에 지원하지만, 출격하기 전에 전쟁이 끝나면서 목숨을 건지게 된다. 욕심이 많고 고객의 니즈(Needs)를 읽어내는 상술로 타노쿠라 상점을 크게 성장시켰지만 돈을 벌기 위해서라면 윤리에 어긋나든 말든 간에 비열한 방법까지 쓰는 우상 숭배자로 타락한다. 그제서야 오싱은 '내가 자식을 잘못 키웠다.'라고 후회했다. 그래서 사업이 큰 가게가 들어서서 어려워지자 일부러 돕지 않는다. 히토시는 전쟁후에 같이 고생하고 살아온 형제들에 대한 의리로 하츠코 누나와 노조미의 수예 가게 개점과 도예 사업을 가게를 구해주고, 상점에 도자기 매장을 만들어서 돕는다.
- 테이: 오싱의 막내딸. 1936년 2월 26일생. 대학교를 나오지 않으면 실력이 있어도 인정받지 못하는 학력차별을 경험한 오빠 히토시가 열심히 뒷바라지를 한 덕분에 대학교까지 다녔다.
- 하츠코: 오싱의 양녀. 1926년생. 1930년대 극심한 공황으로 일본의 시골에서는 아이들을 인신매매하는 일이 있었는데, 오싱의 친구인 켄이 마침 그 일을 하고 있었다. 하지만 아무리 인신매매로 먹고 사는 브로커라고 해도 양심이라는 게 있는 법. 켄이 어린 하츠코를 차마 술집에 보내지 못하고 고민하자, 눈치 빠르게 아침에 일어나 밥과 된장국을 끓이는 하츠코의 모습에서 고생으로 가득했던 자신의 어린시절을 본 오싱이 양녀로 들인 것이다. 덕분에 하츠코는 집안일을 도우면서 중학교까지 공부했다. 오싱의 장남인 유와는 미래를 약속한 사이였으나, 유가 전사한 뒤 미군이 자주 찾는 술집에서 일을 하는 비뚤어진 모습을 보였다. 하지만 가게 일을 접고 자신을 찾아온 엄마 오싱과 엄마의 친구인 켄의 간곡한 설득으로 마음을 바꾸고 이세에 돌아와, 가게 일을 10년간 열심히 도와드렸다. 10년후 중년이 된 하츠코는 '엄마와 같이 살면서 장사를 배웠으니, 이제는 네 가게를 해야지'라는 엄마의 권유에 따라 자영업자로 독립하는데, 손재주가 좋아서 털실로 옷과 장식물을 만들고 강의도 하는 수예 가게를 연다. 히토시는 처남 타츠노리와 돌아다니며 누나가 운영할 가게를 알아보는데, 다행히 하츠코 누나가 마음에 들어하는 가게가 나오자 자신의 돈을 들여서 계약한다. 하츠코는 자신을 위해 열심히 일하는 히토시에게 미안하니까 자신의 통장을 주어서 계약하라고 하지만,히토시는 넣어 두시라면서 완곡하게 거절한다. 통장에 든 돈은 하츠코 누나가 혈기왕성한 청년시기에 취직해서 자신의 삶을 살 수 있었는데도, 집안일과 가게 일을 열심히 도와서 모은 돈, 그래서 함부로 쓸 수 없는 귀한 돈임을 잘 알기 때문이다. 하츠코는 가게일과 요리 모두 잘 해서 오싱에게 든든한 자식이고, 성격이 자상하여 집안에 분란이 생길 위험이 있거나 분란이 생기면 중재하는 역할을 한다.
- 노조미: 오싱의 양자. 가야를 재건하여 곡물 사업을 하기 바라는 어머니와 갈등을 겪다가 그림을 잘 그린 친어머니 가요에게 물려받은 예술적인 감각을 발휘하여 도예가가 된다. 히토시는 자신의 가게에 도예 매장을 마련해서 노조미의 창작활동을 돕는다. 노조미와 히토시는 어른이 된 후에 하츠코 누나의 과거에 대해 눈치챘지만, 하츠코 누나를 도덕으로 비난하기보다는 전쟁이라는 역사적인 상처로 인해 고통받은 누나에게 연민을 느껴 "누나의 과거를 말하는 것은 누나를 괴롭히는 모욕이야.", "누나에게 잘 해야겠어."라고 말한다. 이를 본 오싱은 말은 하지 않았지만, 아들들의 속 있음에 저으기 감동한다.
- 미치코: 오싱의 큰 며느리. 고생을 한 적이 없는 터라 낭만적인 결혼생활을 꿈꾸지만, 말 그대로 꿈으로 끝나버린다. 상인답게 빈 틈이 없는 시어머니의 완벽함에 기가 죽어서 낭만적인 결혼 생활은커녕 시어머니를 섬기는 일부터 어려움을 겪었던 것. 더구나 히토시도 미치코에게 애정을 갖고 결혼한 게 아니어서 배우자와의 관계에서도 어려움을 겪지만, 시어머니와 히토시가 자신을 의지하고 사랑한다는 것을 알게 되면서 화해한다.
- 유리: 오싱의 둘째 며느리. 히토시와의 연애가 히토시의 배반으로 깨진 후에 노조미와 결혼했기 때문에, 시댁 어른들과 직접 교류하지는 않는다. 제빵제과기술을 배워서 만든 케이크를 시어머니께 보내드릴 만큼 마음이 따뜻한 며느리였지만, 교통사고로 목숨을 잃게된다. 오싱은 유리를 배반한 히토시를 용서하지 않아 장례식에도 참석하지 못하게 했다.
- 타츠노리: 오싱의 사위. 히토시와는 해군시절 선,후배 사이였고, 지금은 데이와 결혼하여 타노쿠라 상점을 꾸려나가고 있다. 성격이 착해서 성실하게 가게 일을 도왔던 터라 오싱은 타츠노리의 노고에 고마워한다.
- 타케시: 오싱의 큰 손자. 형제로는 두 여동생이 있다. 한때 빠칭코에 손댈 만큼 방황했지만, 다노쿠라 슈퍼의 영업부장으로서 아버지의 사업을 돕는다.
- 케이: 오싱의 둘째 손자. 노조미와 유리 사이의 외아들이다. 엄마가 교통사고로 돌아가신 터라 큰 아버지 히토시와 할머니 오싱으로부터 귀여움을 받으면서 자랐다. 대학교에서 경제학을 공부한다. 오싱의 여행에 따라다니면서, 유능한 상인이라고만 생각한 할머니가 얼마나 고생하면서 살았는지를 깨닫는다. 고향의 옛집을 보려는 할머니의 마음을 읽자마자, 등산 실력을 발휘해서 할머니를 등에 매고 눈길을 걸어갈 만큼 씩씩한 청년이다. 이번 여행으로 카가야의 존재를 알게 된 그는 카가야를 부흥시킬 사업가가 될 것을 결심한다.
- 아카네: 오싱의 큰 손녀. 타노쿠라 상점의 한 직원과 혼담이 오갔으나, 상점이 어려워지자 주변에 이와 같은 상황을 소문내고 회사를 그만두자 무기력한 생활을 한다. 히토시와 미치코가 이혼을 한다고 했을 때 집안일을 모르는 아버지와 함께 살려고 했으며, 나중엔 그만 뒀던 회사까지 다니면서 부모님을 도우려고 한다.
- 미도리: 오싱의 작은 손녀. 세상물정 모르는 대학생이지만 타노쿠라 상점이 어려워 진 이후 나고야에 있는 대학교를 그만두고 광고 회사에 취직해서 일을 하려고 한다.

### 사부인과 사돈어른
- 센조: 오싱의 사돈어른이다. 고집이 세서 오싱과 갈등을 겪기도 하지만, 고생을 많이 한 터라 세상물정에 밝은 사부인에게 더 이상 고집을 부릴 수 없음을 깨닫고 사부인의 견해를 존중한다. 실제로 분가를 시킬 것이냐, 같이 살 것이냐를 놓고 토론하게 되자 "사부인의 말씀대로 가업인 장사를 같이 하려면 응당 같이 살아야 한다."라며 딸과 아내를 설득한다. 또한 딸이 여장부인 시어머니를 어려워해서 가출하자 잘 달래 데리고 온다.
- 나미에: 오싱의 사부인이다. 시집살이를 호되게 한 터라, "딸이 혹시라도 고생할까?" 걱정하는 사부인의 마음을 헤아려 오싱은 며느리에게 집안일을 맡긴다.

### 그 외의 인물
- 카와무라: 유의 복무시절 전우. 오싱과 하츠코가 유의 면회를 갔을 때 처음 만났다. 종전 직후, 유의 유품인 일기장을 전해 주었으며 그로부터 몇 년 후 큰 돈을 벌게 되어 오싱에게 아들 대신으로 효도한다는 뜻으로 오싱에게 역앞 땅을 양도하지만, 얼마 후 자신이 운영하던 사채업의 채무자에게 살해당한다. 향년 28세. 오싱과 하츠코는 친척이 없는 그의 시신을 거두어 장례를 치르며 전쟁 때문에 돈밖에 믿지 못하게 되었다며 동정한다. 훗날, 양도받은 땅은 오싱이 미래를 개척하게 된다.
- 슌사쿠: 오싱이 제재소를 탈출했을 때 눈산에서 탈진했다. 이런 오싱을 발견하고 구조해준 탈영병으로 산 속에서 숨어살고 있었다. 오싱을 구조한 뒤 같이 산 속에서 숨어지내며 오싱에게 히라가나와 산수를 가르쳤다. 슌사쿠는 전쟁이 싫어서 탈영한 것이며 이를 알게 된 오싱은 슌사쿠와 마찬가지로 반전주의자가 되었다. 봄이 되자 슌사쿠는 오싱을 마을로 데려다주기 위해 산에서 내려왔는데 거기서 만난 순사에게 오싱이 보는 앞에서 즉석에서 총살당했다.

## TV 드라마 정보

### 제작진
- 각본: 하시다 스가코
- 음악: 사카타 코이치
- 제작: 코바야시 유키코
- 연출: 江口浩之、小林平八郎、竹本稔、望月良雄、一柳邦久、吉村文孝、江端二郎、大木一史、秋山茂樹
- 서예지도: 星富恵子
- 무술지도: 하야시 쿠니시로
- 다도지도: 戸田宗安

### 출연진
- 타니무라 오싱→타노쿠라 오싱: 코바야시 아야코(유년기)→다나카 유코(성년기)→오토와 노부코(노년기)
- 타니무라 후지: 이즈미 핀코
- 타니무라 사쿠조: 이토 시로
- 타니무라 나카: 오지 미치오
- 타니무라 쇼지: 사노 다이스케→요시오카 유이치(吉岡祐一)
- 타니무라 토라: 와타나베 에리코(와나타베 에리)
- 타니무라 하루: 센도 노부코→센노 히로미(千野弘美)
- 타니무라 미츠: 하세가와 마유미(長谷川真由美)→후루사카 루미코(古坂るみ子). 오싱의 둘째 언니.
- 타노쿠라 류조: 나미키 시로
- 타노쿠라 키요: 나카모리 카즈코
- 타노쿠라 다이고로: 기타무라 가즈오
- 타노쿠라 후쿠타로: 기타무라 소이치로. 다노쿠라 류조의 큰형.
- 타노쿠라 츠네코: 観世葉子. 후쿠타로의 아내.
- 이마무라 겐에몬: 이마후쿠 마사오. 겐 할아범.
- 타노쿠라 유: 후케 노리마사(소년기: 마쓰다 요지)
- 타노쿠라 히토시: 타카하시 에츠시(청년기: 야마시타 신지)
- 타노쿠라 타케시: 미야모토 무네아키(宮本宗明)
- 타노쿠라 미치코: 아사지 요코(청년기: 타나카 미사코)
- 타노쿠라 아카네: 스즈키 미에
- 타노쿠라 미도리: 카와카미 마이코
- 타노쿠라 테이→사키타 데이: 요시노 유키코(청년기: 아사누마 유키코)
- 타츠노리 사키타: 키리하라 후미오(桐原史雄) (청년기: 와타나베 간지)
- 타노쿠라 하츠코: 사사키 아이(청년기: 우에나카 하루카, 나카시마 유코, 타나카 요시코)
- 야시로 카요: 아즈마 테루미(소녀기: 志喜屋文)
- 야시로 마사오: 모리 아츠오. 카요의 남편.
- 야시로 쿠니: 나카오카 테루코
- 야시로 미노: 코바야시 치토세
- 야시로 세이타로: 이시다 타로
- 야시로 사요: 오츠카 치카. 카요의 여동생.
- 야시로 노조미: 노무라 만조(청년기: 시오야 도모조[塩屋智章])
- 야시로 유리: 테라다 미치에(청년기: 丘山未央)
- 야시로 케이: 오하시 고로(유년기: 이와부치 타케시)

### 한국영화
오싱을 원작으로 한 오싱이 있다. 감독은 이상헌 감독, 제작사는 삼영필림이고, 1985년작이다. 일제강점기를 배경으로 했고 배우 김민희씨가 아역배우로 출연하여 신이를 연기하였다. 가가야 쌀 도매상을 정미소로, 신사를 절로 바꾸는 등 원작의 내용을 한국상황에 맞게 고쳤으며, 오싱이 가가야 쌀 도매상에서 큰방마님, 작은마님, 주인어른, 동갑내기인 주인댁 큰 딸(원작은 가요, 한국영화는 혜자), 같이 일한 가사노동자들과의 관계, 가족을 위해 기생으로 일한 엄마를 큰방마님의 말씀(엄마는 자신이 아닌 가족을 위해 일하는 것)을 듣고 이해하는 이야기, 나이가 들어 쇠약해진 할머니의 죽음을 겪으면서 정신이 자라는 내용은 같다.